# Indigofera breviracemosa
Indigofera breviracemosa är en ärtväxtart som beskrevs av Antonio Rocha da Torre. Indigofera breviracemosa ingår i släktet indigosläktet, och familjen ärtväxter. Inga underarter finns listade i Catalogue of Life.